# 브란웬 베르흐 리르

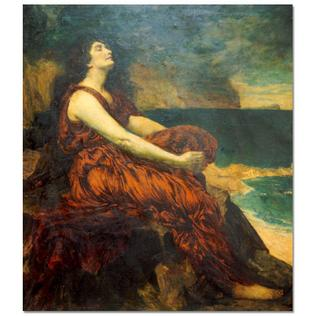
크리스토퍼 윌리엄스의 1915년 그림.

브란웬(웨일스어: Branwen)은 웨일스 신화의 등장인물로, 마비노기의 네 가지 중 두번째 가지인 〈리르의 딸 브란웬〉의 중심인물이다. 브란웬은 리르 렌댜이스와 페나르둔 사이에 태어난 딸이며, 에린(오늘날의 아일랜드)의 왕 마솔루흐와 결혼했다. 그러나 결혼생활은 불행했고, 그 결과 브란웬을 도로 데려오려는 웨일스의 리르 일족과 에린 사이에 전쟁이 일어난다.

## 같이 보기
- 마비노기온